# Galugua
Galugua is een bestuurslaag in het regentschap Lima Puluh Kota van de provincie West-Sumatra, Indonesië. Galugua telt 2146 inwoners (volkstelling 2010).